# سانی پردو
سانی پردو (انگلیسی: Sonny Perdue؛ زادهٔ ۲۰ دسامبر ۱۹۴۶) یک سیاست‌مدار آمریکایی است که تحت ریاست جمهوری دونالد ترامپ از سال ۲۰۱۷ تا ۲۰۲۱ به عنوان ۳۱مین وزیر کشاورزی ایالات متحده آمریکا فعالیت می‌کرد. او از سال ۲۰۰۳ تا ۲۰۱۱، ۸۱مین فرماندار جورجیا بوده‌است.
رئیس‌جمهور دونالد ترامپ پردو را به عنوان وزیر کشاورزی ایالات متحده آمریکا معرفی کرد و او از سنا رأی اعتماد گرفت و تا پایان دولت ترامپ در این سمت بود.
او پسرعموی دیوید پردو سناتور ایالات متحده از جورجیا است.

## نگارخانه

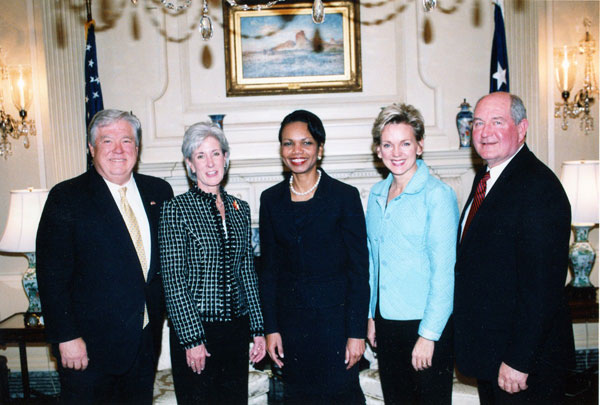
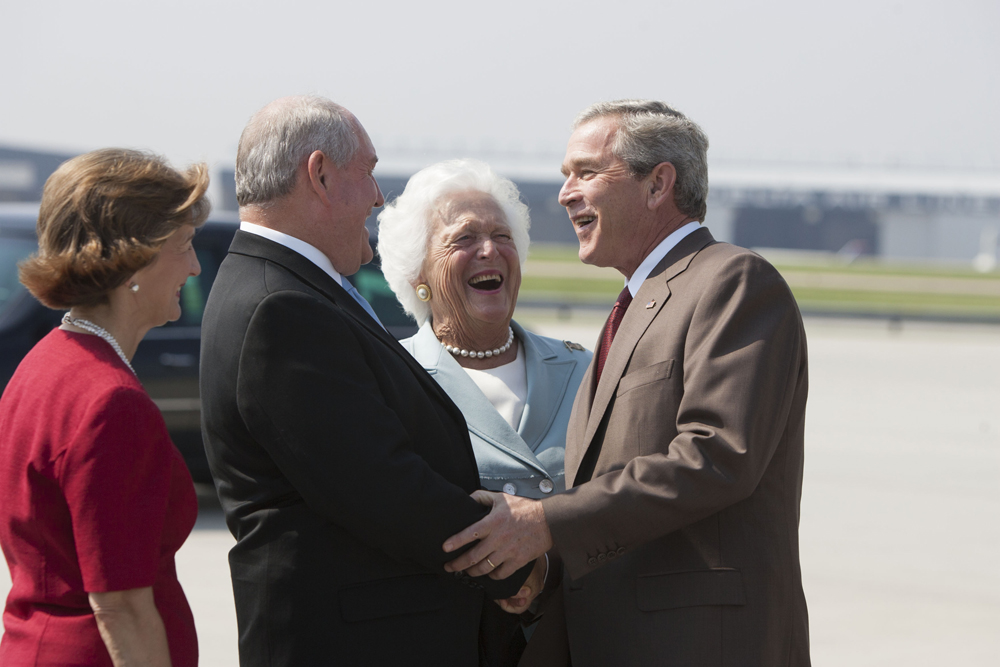
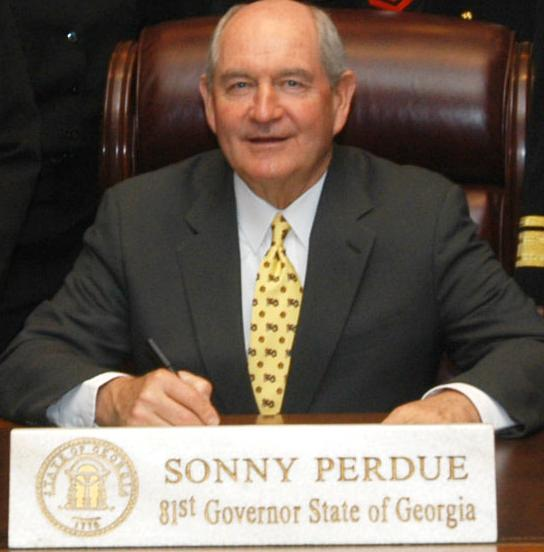
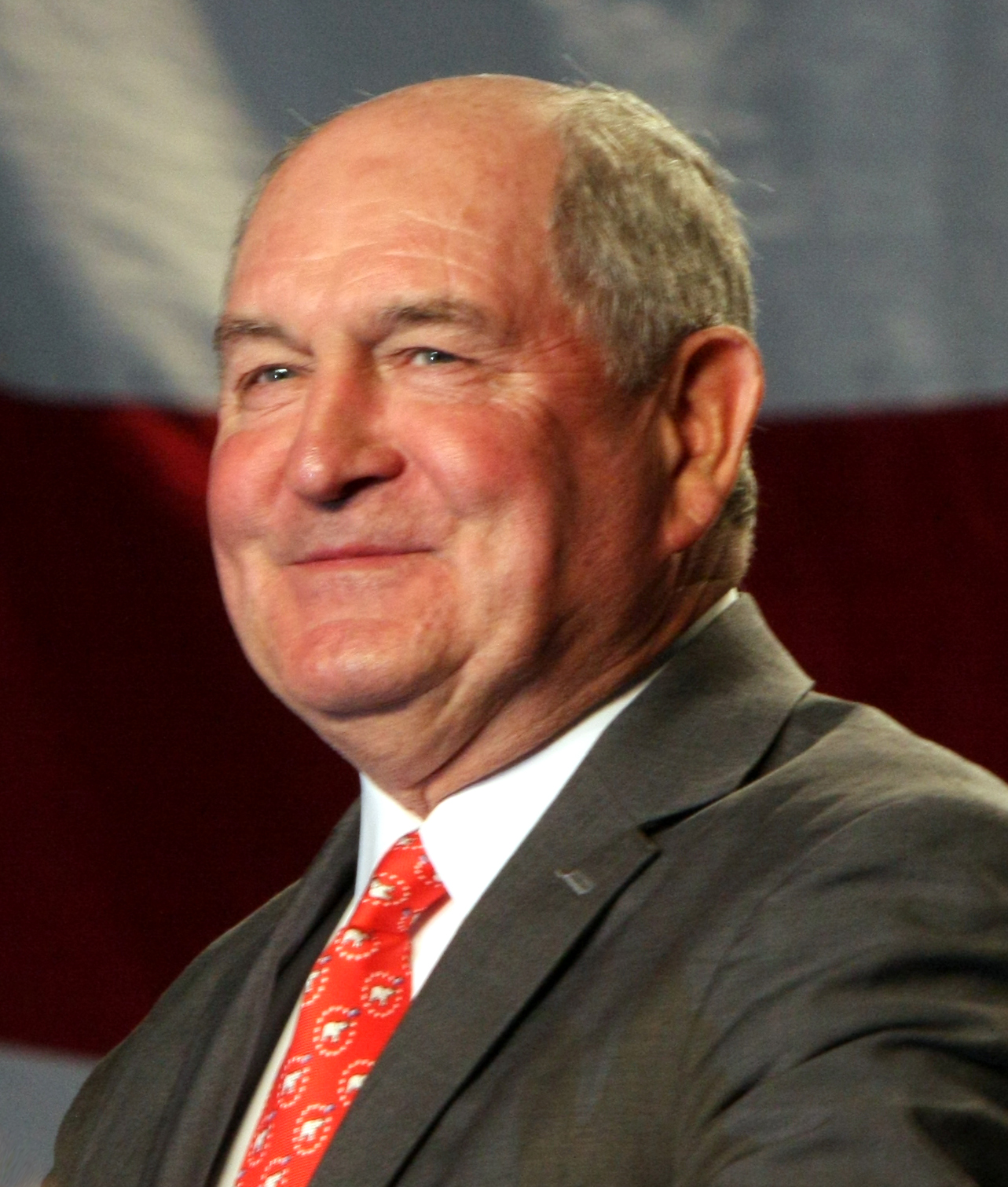
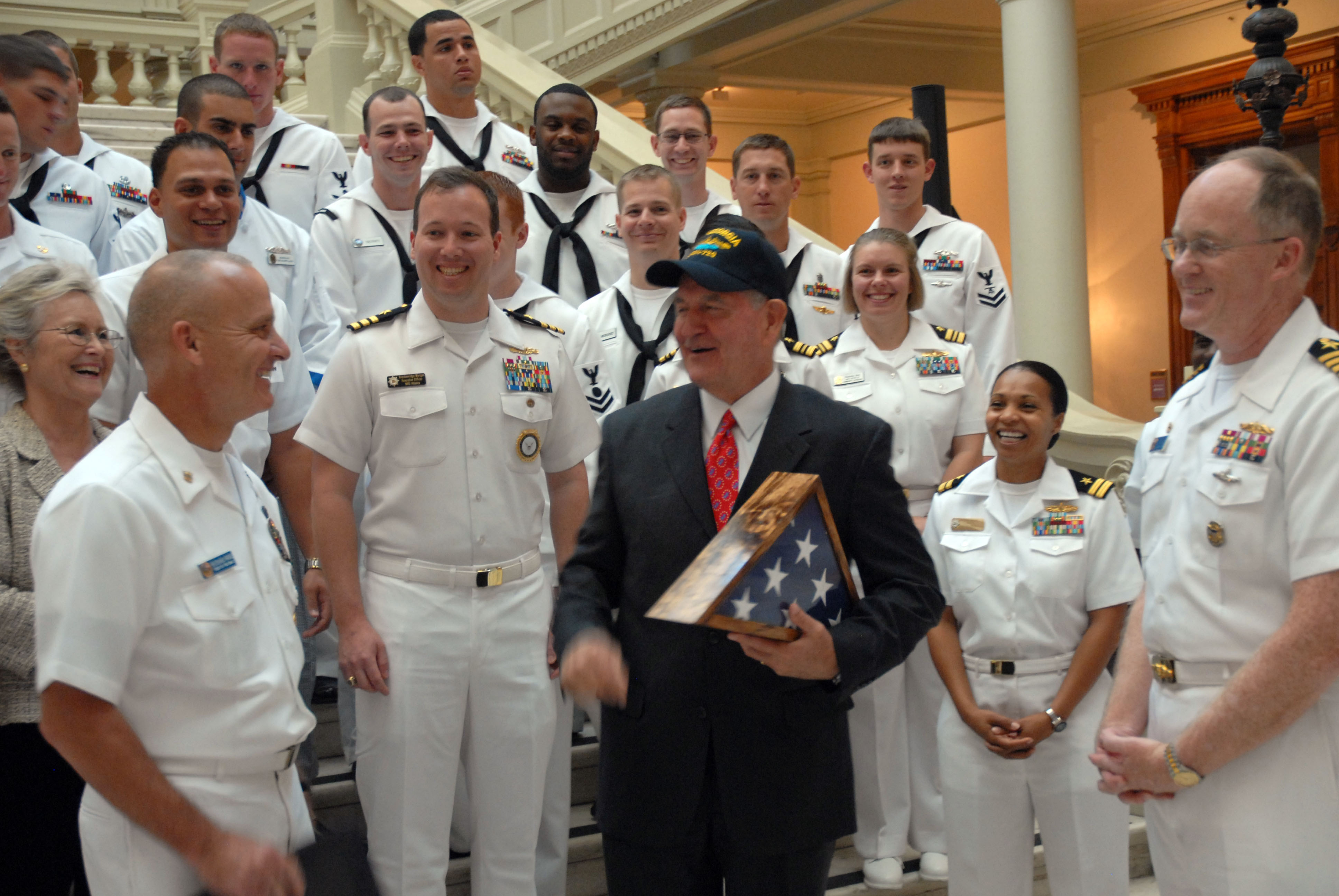
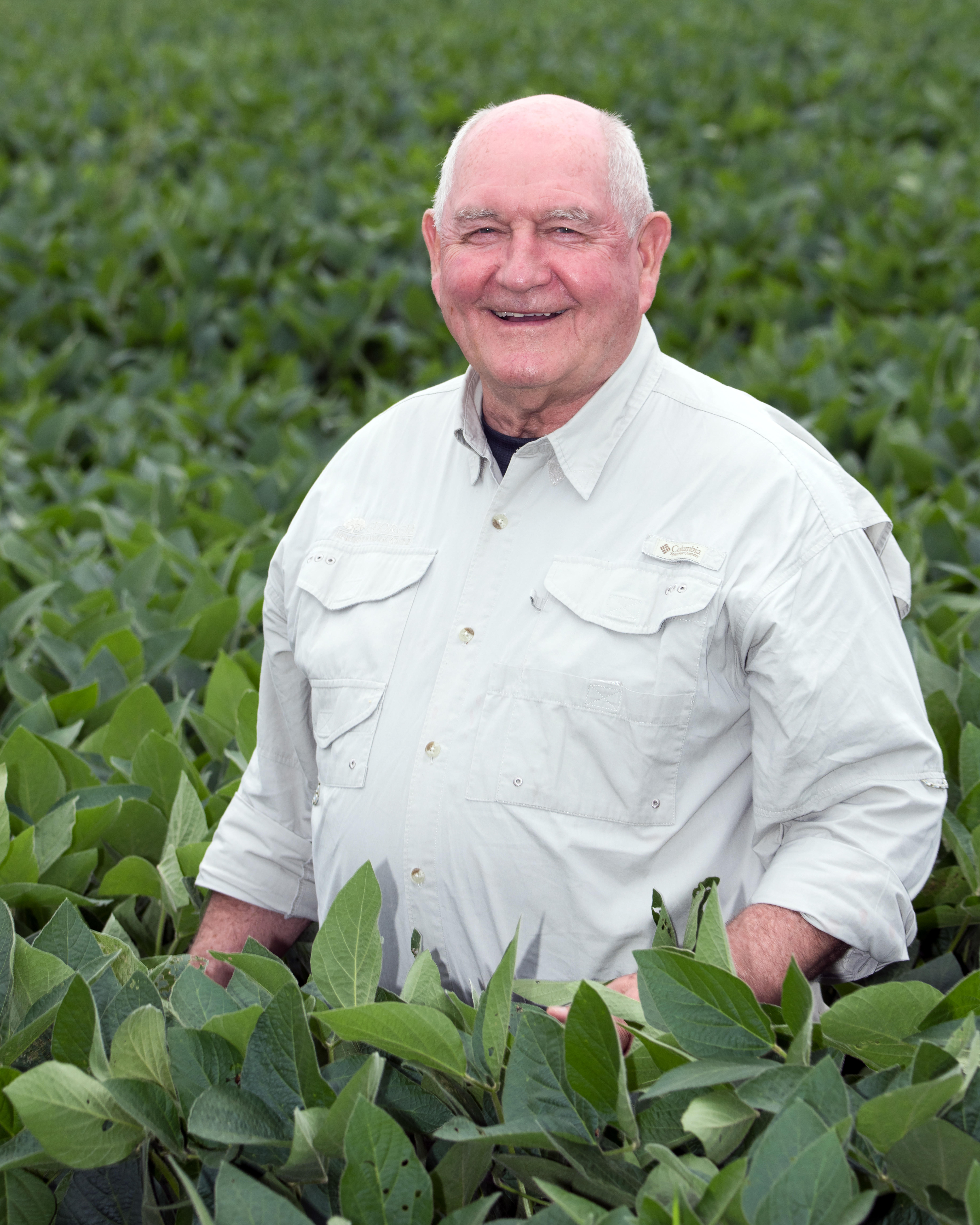
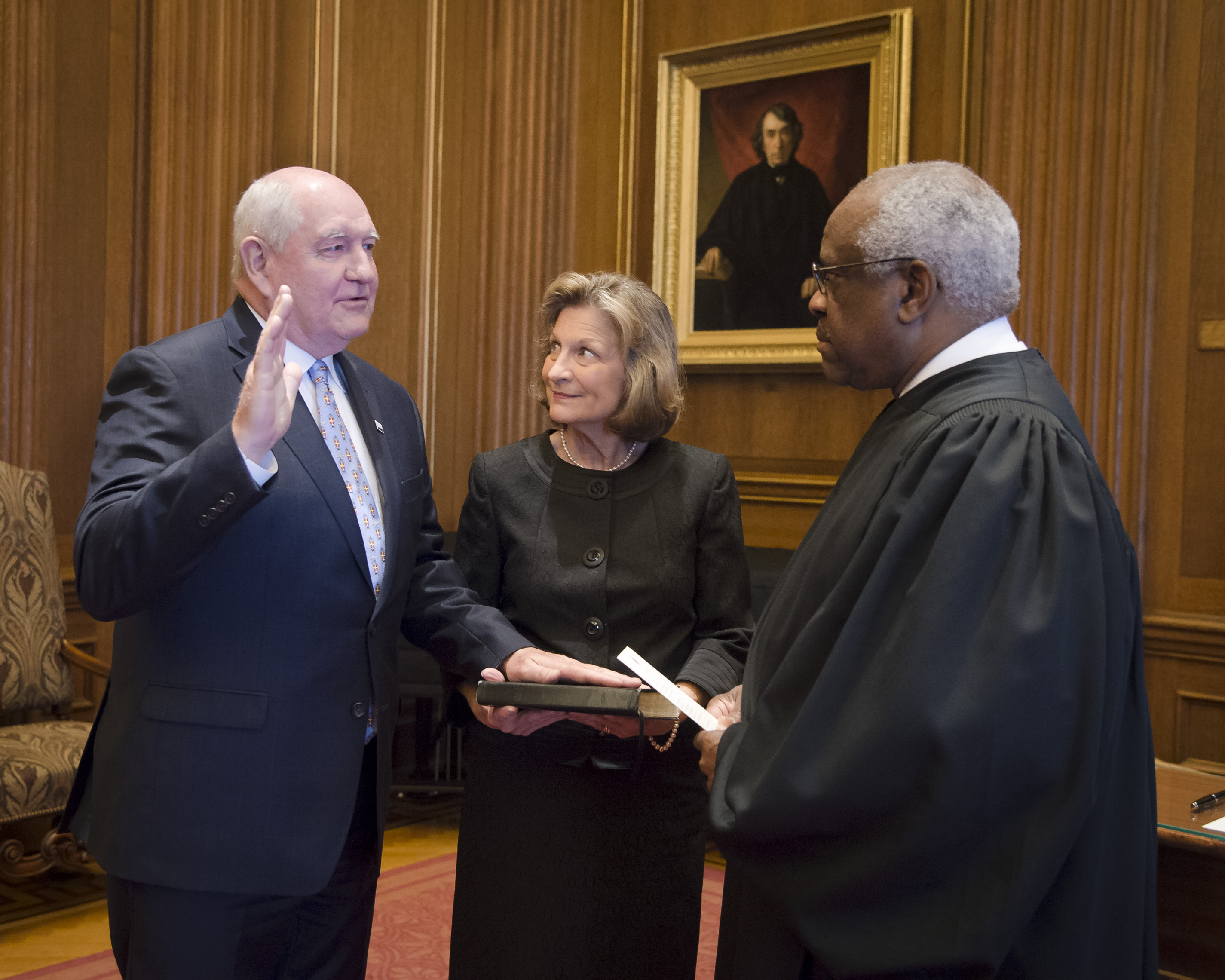